# Waldemar Curt Freyesleben
Waldemar Curt Freyesleben (Curitiba, 9 de abril de 1899 - Curitiba, 7 de maio de 1970) foi um artista plástico brasileiro.

## Biografia
Waldemar Curt Radovanovic Freyesleben, filho de pai alemão e mãe romena, na infância, permaneceu algum tempo em Istambul, onde moravam seus avós, retornando posteriormente a Curitiba. Em 1916 começou a aprender pintura, tendo como mestre Alfredo Andersen. Além de pintura, estudou também piano e violoncelo.
Em 1921, realizou sua primeira exposição individual, na antiga Associação Comercial, em Curitiba, e foi bem aceito pela crítica, passando a expor em várias cidades, tais como Florianópolis e Rio de Janeiro; nessa última o poeta Olegário Mariano promoveu uma exposição de sua obra.
A partir de 1924, passou a exercer a atividade de crítico literário, sob o pseudônimo de Alfredo Emílio, uma homenagem ao seu mestre Alfredo Andersen.
Participou da fundação, em 1948, e foi Professor Catedrático da Escola de Música e Belas Artes do Paraná (EMBAP), cargo que exerceu até sua morte, como professor de paisagem e de natureza morta.
De 1950 a 1970, Freyesleben participou de vários eventos, foi retratista, paisagista, crítico. Diria: "O gosto individual, apenas sem ser cultivado, não basta; só o gosto aprimorado, escolado, acrisolado, é capaz de satisfazer plenamente...".
Nunca fez cursos no exterior, o que pode ter lhe valido o fato de não ser rotulado em nenhum estilo, mas ter a autonomia e a liberdade de expressão que o distinguem. Seu auto-retrato pintado aos 67 anos, denominado O sósia, em 1946, ganhou a medalha de outro no XIII Salão Paranaense de Belas Artes, tornando-se especialmente conhecido pela pincelada verde que lhe foi característica.